# Rado Bohinc
Rado Bohinc, slovenski politik, poslanec in pravnik, * 23. julij 1949, Trboje.

## Življenjepis
Leta 1971 je diplomiral na Pravni fakulteti v Ljubljani. Zaposlil se je v Metalki. Leta 1976 je opravil pravosodni izpit in se zaposlil v Gospodarski zbornici Slovenije. Leta 1986 je doktoriral na Pravni fakulteti v Ljubljani. Leta 1988 je postal minister za gospodarstvo SFRJ, a je celotna vlada odstopila v nekaj mesecih. Pozneje je opravil diplomatski izpit, a ni prevzel nobenega diplomatskega položaja.
Po osamosvojitvi Slovenije je ustanovil Socialdemokratsko unijo. Stranka se je pozneje pridružila Združeni listi socialnih demokratov (ZLSD). Leta 1992 je bil izvoljen v 1. državni zbor Republike Slovenije. 25. januarja 1993 je bil imenovan za ministra za znanost in tehnologijo RS, tako da ni mogel opravljati funkcije poslanca. Mesto poslanca je ponovno zasedel od 7. februarja 1996, ko je odstopil z ministrskega sedeža; poslanski mandat mu je prenehal 15. februarja 1996.
Nato je prevzel vodstvo Slovenskega raziskovalnega inštituta za management in predaval na različnih fakultetah. Leta 1996 je odstopil s položaja predsednika sveta ZLSD zaradi neuspeha na državnozborskih volitvah tega leta. Leta 1997 je ustanovil Občanski forum. V tem času je bil tudi gostujoči profesor na Univerzi v San Diegu in na Univerzi na Dunaju. Leta 1999 je prejel Fulbrightovo štipendijo, tako da je en semester preživel na Univerzi Kalifornije, Los Angeles. 
Leta 2000 je neuspešno nastopil na državnozborskih volitvah tega leta, decembra istega leta pa je postal minister za notranje zadeve Republike Slovenije.
V letih od 2007 do 2011 je bil rektor Univerze na Primorskem (nasledil ga je Dragan Marušič). Študentje so zahtevali njegov odstop zaradi prikrivanja neprijetnega poročila o nepravilnostih na Fakulteti za management.
Leta 2011 je kandidiral za ustavnega sodnika in bil deležen kritik zaradi zavlačevanja pri uresničevanju odločb ustavnega sodišča v času ministrovanja, še posebno odločbe o izbrisanih. Leta 2017 je znova kandidiral, a je od kandidature kasneje odstopil, kar je pojasnil s tem, da predizborni postopki zanj pomenijo tveganje diskreditacije.
Po odstopu predsednika vlade Marjana Šarca je bil podpisnik peticije 75 znanstvenikov in akademikov, ki so nasprotovali, da bi predsednik vlade postal Janez Janša.